# Deltacanthus scorzai
Deltacanthus scorzai är en hakmaskart som först beskrevs av Diaz-ungria, et al 1957.  Deltacanthus scorzai ingår i släktet Deltacanthus och familjen Quadrigyridae. Inga underarter finns listade i Catalogue of Life.